# Carvilia saussurii
Carvilia saussurii är en bönsyrseart som beskrevs av Carl Stål 1876. Carvilia saussurii ingår i släktet Carvilia och familjen Mantidae. Inga underarter finns listade i Catalogue of Life.